# Айюб Табіт
Айюб Табіт (араб. أيوب تابت; 1884 — 14 лютого 1947) — ліванський політик, виконував обов'язки президента (1943) і двічі прем'єр-міністра Лівану (1936—1937, 1943) за часів французького мандату.
Також обіймав посаду секретаря «Руху реформ Бейрута», виконавчими службовцями якого були Салім Алі Салам і Петро Трад.